# تیربند ترکستان
تیربند ترکستان، واقع در افغانستان، رشته‌کوه‌هی در شمال دره علیا مرغاب است که با طول ٣۰۰ کیلومتر از شرق به غرب امتداد دارد. ارتفاع اوسط آن ٢٣۰۰ متر بوده بلندترین قله‌اش قره جنگل است که ٣٩٨۵ متر از سطح دریا ارتفاع دارد. قله دیگر آن به نام جنگلک یاد میشود که ٣٨٩۵ متر ارتفاع دارد.
این رشته‌کوه‌هی مناطق گرزوان میمنه قیصار و بالامرغاب را از فیروزکوه و غور جدا می سازد. دریای قیصار و دریای سفید از همین کوه منبع می گیرند.